# Cecilia Cavendish-Bentinck
Cecilia Nina Cavendish-Bentinck (Londra, 11 settembre 1862 – Londra, 23 giugno 1938) è stata una nobildonna britannica madre di Elizabeth Bowes-Lyon, regina consorte del Regno Unito in quanto moglie di Giorgio VI, e nonna materna e madrina di battesimo della regina Elisabetta II.

## Biografia

### Infanzia
Cecilia nacque a Londra, figlia maggiore del reverendo Charles Cavendish-Bentinck (nipote del primo ministro inglese William Henry Cavendish-Bentinck, III duca di Portland) e di sua moglie, Louisa Burnaby. 

### Matrimonio

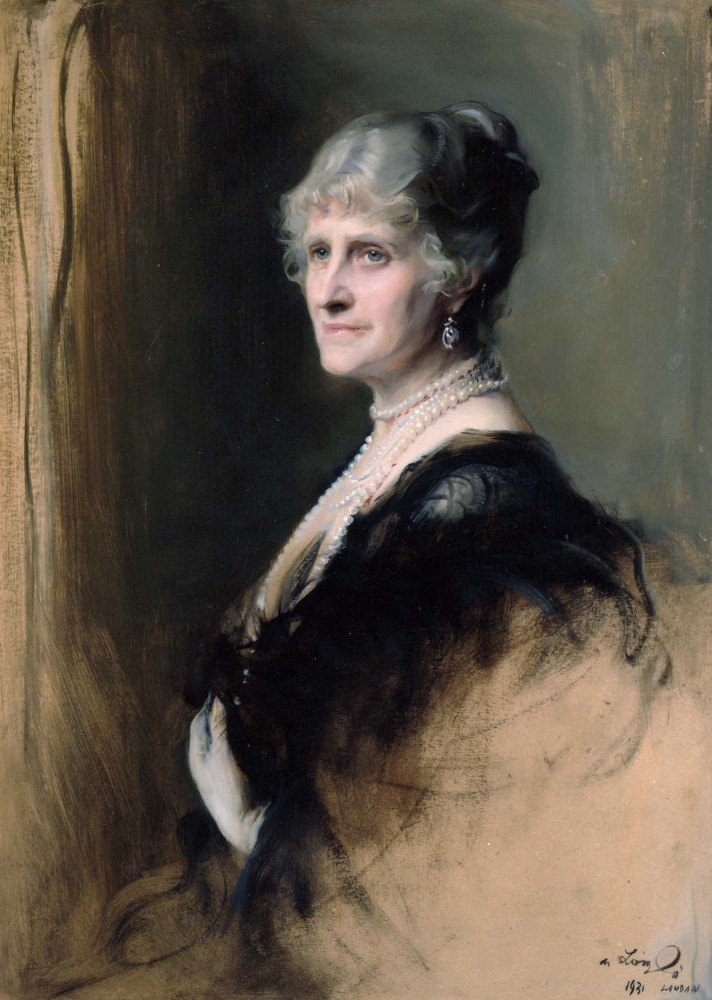
Cecilia Cavendish-Bentinck, contessa di Strathmore e Kinghorne, in un ritratto di Philip de László; 1931

Il 16 luglio 1881 sposò Claude Bowes-Lyon, Lord Glamis, a Petersham, nel Surrey; la coppia ebbe 10 figli. Claude ereditò dal padre il titolo di conte di Strathmore e Kinghorne nel 1904, anno in cui Cecilia divenne contessa di Strathmore e Kinghorne.
Cecilia era interessata molto all'arte e suonava il pianoforte in maniera straordinaria. Era profondamente religiosa, ottima ricamatrice e giardiniera, e preferiva un modello di famiglia appartato e riservato alle grandi cerimonie di Londra. Fu anche una perfetta donna di casa e le proprietà del marito vennero condotte meticolosamente e con approccio pratico, a tal punto che fu lei la responsabile del disegno del giardino italiano al Castello di Glamis.
Durante la prima guerra mondiale, il Castello di Glamis venne, su ordine di Cecilia, predisposto come ospedale per accogliere i convalescenti e i feriti di guerra; lei stessa prese personalmente parte alle operazioni di soccorso sino a quando non si ammalò di un cancro che la costrinse all'invalidità. Nell'ottobre del 1921 subì una isterectomia e dal maggio del 1922 venne ricoverata per alcuni mesi.

### Morte
Ebbe un attacco cardiaco nell'aprile del 1938 e morì otto settimane più tardi all'età di 75 anni, al n. 38 di Cumberland Mansions, Bryanston Street a Londra. Il 27 giugno 1938 venne sepolta nel Castello di Glamis.

## Discendenza
- Lady Violet Hyacinth Bowes-Lyon (17 aprile 1882 - 17 ottobre 1893);
- Lady Mary Frances Bowes-Lyon (30 agosto 1883 - 8 febbraio 1961), sposò Sidney Elphinstone, XVI Lord Elphinstone;
- Patrick Bowes-Lyon, XV conte di Strathmore e Kinghorne (22 settembre 1884 - 25 maggio 1949), sposò Lady Dorothy Osborne (figlia di George Osborne, X Duca di Leeds);
- Lieutenant The Honourable John Bowes-Lyon (1º aprile 1886 - 7 febbraio 1930), sposò The Honourable Fenella Hepburn-Stuart-Forbes-Trefusis (figlia di Charles Hepburn-Stuart-Forbes-Trefusis, XXI Barone Clinton);
- The Honourable Alexander Francis Bowes-Lyon (14 aprile 1887 - 19 ottobre 1911) ;
- The Honourable Fergus Bowes-Lyon (18 aprile 1889 - 26 settembre 1915), sposò Lady Christian Dawson-Damer (figlia di Lionel Dawson-Damer, V Conte di Portarlington) ;
- Lady Rose Constance Bowes-Lyon (6 maggio 1890 - 17 novembre 1967), sposò William Leveson-Gower, IV conte Granville;
- Tenente Colonnello The Honourable Michael Claude Hamilton Bowes-Lyon (1º ottobre 1893 - 1º maggio 1953), sposò Elizabeth Cator;
- Lady Elizabeth Bowes-Lyon (4 agosto 1900 - 30 marzo 2002), sposò Alberto, duca di York, poi Re Giorgio VI e divenne la madre della futura regina del Regno Unito Elisabetta II;
- The Honourable Sir David Bowes-Lyon (2 maggio 1902 - 13 settembre 1961).

## Ascendenza
|                                 |                      |                                         | Genitori                                          |  |  | Nonni |  |  | Bisnonni                                               |  |  | Trisnonni                             |  |
|                                 |                      |                                         |                                                   |  |  |       |  |  | William Henry Cavendish-Bentinck, III duca di Portland |  |  | William Bentinck, II duca di Portland |  |
|                                 |                      |                                         |                                                   |  |  |       |  |  | William Henry Cavendish-Bentinck, III duca di Portland |  |  | William Bentinck, II duca di Portland |  |
|                                 |                      | lady Margaret Cavendish Harley          |                                                   |  |  |       |  |  | William Henry Cavendish-Bentinck, III duca di Portland |  |  |                                       |  |
| lord Charles Cavendish-Bentinck |                      |                                         |                                                   |  |  |       |  |  | William Henry Cavendish-Bentinck, III duca di Portland |  |  |                                       |  |
|                                 |                      | lady Dorothy Cavendish                  | William Cavendish, IV duca di Devonshire          |  |  |       |  |  |                                                        |  |  |                                       |  |
|                                 |                      | lady Dorothy Cavendish                  | William Cavendish, IV duca di Devonshire          |  |  |       |  |  |                                                        |  |  |                                       |  |
|                                 |                      | lady Dorothy Cavendish                  | Charlotte Elizabeth Boyle, marchesa di Hartington |  |  |       |  |  |                                                        |  |  |                                       |  |
| rev. Charles Cavendish-Bentinck |                      | lady Dorothy Cavendish                  |                                                   |  |  |       |  |  |                                                        |  |  |                                       |  |
|                                 |                      | Richard Wellesley, I marchese Wellesley | Garret Wesley, I conte di Mornington              |  |  |       |  |  |                                                        |  |  |                                       |  |
|                                 |                      | Richard Wellesley, I marchese Wellesley | Garret Wesley, I conte di Mornington              |  |  |       |  |  |                                                        |  |  |                                       |  |
|                                 |                      | Richard Wellesley, I marchese Wellesley | hon. Anne Hill-Trevor                             |  |  |       |  |  |                                                        |  |  |                                       |  |
| lady Anne Wellesley             |                      | Richard Wellesley, I marchese Wellesley |                                                   |  |  |       |  |  |                                                        |  |  |                                       |  |
|                                 |                      | Hyacinthe-Gabrielle Roland              | Christopher Alexander Fagan                       |  |  |       |  |  |                                                        |  |  |                                       |  |
|                                 |                      | Hyacinthe-Gabrielle Roland              | Christopher Alexander Fagan                       |  |  |       |  |  |                                                        |  |  |                                       |  |
|                                 |                      | Hyacinthe-Gabrielle Roland              | Hyacinthe-Gabrielle Varis                         |  |  |       |  |  |                                                        |  |  |                                       |  |
| Cecilia Cavendish-Bentinck      |                      | Hyacinthe-Gabrielle Roland              |                                                   |  |  |       |  |  |                                                        |  |  |                                       |  |
|                                 | Edwyn Andrew Burnaby | rev. Andrew Burnaby                     |                                                   |  |  |       |  |  |                                                        |  |  |                                       |  |
|                                 | Edwyn Andrew Burnaby | rev. Andrew Burnaby                     |                                                   |  |  |       |  |  |                                                        |  |  |                                       |  |
|                                 | Edwyn Andrew Burnaby | Anna Edwyn                              |                                                   |  |  |       |  |  |                                                        |  |  |                                       |  |
| Edwyn Burnaby                   | Edwyn Andrew Burnaby |                                         |                                                   |  |  |       |  |  |                                                        |  |  |                                       |  |
|                                 |                      | Mary Browne                             | William Browne                                    |  |  |       |  |  |                                                        |  |  |                                       |  |
|                                 |                      | Mary Browne                             | William Browne                                    |  |  |       |  |  |                                                        |  |  |                                       |  |
|                                 |                      | Mary Browne                             | Mary Adcock                                       |  |  |       |  |  |                                                        |  |  |                                       |  |
| Caroline Louisa Burnaby         |                      | Mary Browne                             |                                                   |  |  |       |  |  |                                                        |  |  |                                       |  |
|                                 |                      | Thomas Salisbury                        | Thomas Salisbury                                  |  |  |       |  |  |                                                        |  |  |                                       |  |
|                                 |                      | Thomas Salisbury                        | Thomas Salisbury                                  |  |  |       |  |  |                                                        |  |  |                                       |  |
|                                 |                      | Thomas Salisbury                        | Mary Lister                                       |  |  |       |  |  |                                                        |  |  |                                       |  |
| Anne Caroline Salisbury         |                      | Thomas Salisbury                        |                                                   |  |  |       |  |  |                                                        |  |  |                                       |  |
|                                 |                      | Frances Webb                            | Francis Webb                                      |  |  |       |  |  |                                                        |  |  |                                       |  |
|                                 |                      | Frances Webb                            | Francis Webb                                      |  |  |       |  |  |                                                        |  |  |                                       |  |
|                                 |                      | Frances Webb                            | Mary Garritt                                      |  |  |       |  |  |                                                        |  |  |                                       |  |
|                                 |                      | Frances Webb                            |                                                   |  |  |       |  |  |                                                        |  |  |                                       |  |